# Dace Melbārde
Dace Melbārde (ur. 3 kwietnia 1971 w Rydze) – łotewska historyk, działaczka kulturalna i polityk, posłanka do Parlamentu Europejskiego IX kadencji, w latach 2013–2019 minister kultury.

## Życiorys
W latach 1978–1989 kształciła się w szkole średniej w Valmierze. W latach 1990–1994 studiowała na wydziale historii i filozofii Uniwersytetu Łotwy w Rydze, uzyskując licencjat z nauk historycznych. Od 1994 do 1996 kształciła się w Łotewskiej Akademii Kultury, uzyskując specjalizację w dziedzinie teorii kultury, administracji i historii. Od 1998 do 2001 studiowała na wydziale ekonomii i zarządzania Uniwersytetu Łotwy, gdzie została magistrem nauk społecznych.
W latach 1992–1995 pracowała jako główna specjalistka w Łotewskim Muzeum Wojny. Od 1994 do 1996 stała na czele centrum kulturalnego Akademii Policji Łotwy, następnie zastępowała dyrektora w państwowym centrum inicjatyw młodzieżowych w ministerstwie oświaty i nauki (1996–1999) oraz była jego doradczynią (1999–2001). Od 1999 do 2004 pracowała jako konsultantka do spraw młodzieży w jednym z rejonów miasta Rygi. W tym samym okresie była sekretarzem generalnym komisji UNESCO na Łotwie. W latach 2004–2006 była członkinią rządowej rady do spraw upowszechniania oświaty. Zatrudniona także w szkole wyższej Ekonomikas un kultūras augstskola jako wykładowca (2004–2009). W tym samym okresie była zastępczynią sekretarza stanu w ministerstwie kultury do spraw kulturalno-politycznych, a od 2011 do 2013 dyrektorem Łotewskiego Narodowego Centrum Kultury.
31 października 2013 objęła funkcję ministra kultury w trzecim rządzie Valdisa Dombrovskisa (z rekomendacji ugrupowania Zjednoczenie Narodowe „Wszystko dla Łotwy!” – TB/LNNK. Utrzymała ją również w pierwszym gabinecie Laimdoty Straujumy. W wyborach w 2014 uzyskała mandat posłanki na Sejm XII kadencji listy narodowców, po czym ponownie objęła funkcję ministra kultury w drugim rządzie dotychczasowej premier. Stanowisko to zachowała również w utworzonym w lutym 2016 rządzie Mārisa Kučinskisa.
W 2018 została wybrana na kolejną kadencję łotewskiego parlamentu. Pozostała następnie ministrem kultury w utworzonym w styczniu 2019 rządzie Artursa Krišjānisa Kariņša. W wyniku wyborów w 2019 uzyskała mandat posłanki do Parlamentu Europejskiego IX kadencji. W związku z tym 18 czerwca 2019 zakończyła swoje urzędowanie na stanowisku ministra. Jej następcą 8 lipca 2019 został Nauris Puntulis.
W sierpniu 2022 ogłosiła decyzję o opuszczeniu partii narodowców i związaniu się z Nową Jednością. W maju 2024 została parlamentarnym sekretarzem stanu w ministerstwie spraw zagranicznych. 6 marca 2025 objęła urząd ministra oświaty i nauki w rządzie Eviki Siliņi.